# Åhls församling
Åhls församling (före 2019 Åls församling) är en församling i Leksands pastorat i Falu-Nedansiljans kontrakt i Västerås stift. Församlingen ligger i Leksands kommun i Dalarnas län.

## Administrativ historik
Församlingen har medeltida ursprung. Senast 1386 utbröts Gagnefs församling. 1583 utbröts Bjursås församling.
Den 1 januari 1990 överfördes ett område med 6 personer från Åls församling till Bjursås församling.
Församlingen ingick till 1562 i pastorat med Leksands församling som moderförsamling för att från 1562 till 1613 ingå i pastorat med Gagnefs församling som moderförsamling. Mellan 1613 och 2021 utgjorde församlingen ett eget pastorat men den 1 januari 2022 uppgick församlingen i Leksands pastorat.

## Församlingsvapnet
Blasonering: I blått fält ett hjulkors (konsekreationskors) mellan två veteax av guld och däröver en av en vågskura bildad ginstam av guld belagd med två korslagda blå bergsmansyxor.
Detta vapen fastställdes för den dåvarande Åls landskommun av Kungl. Maj:t den 17 juni 1948. Idag förs vapnet av församlingen. 

## Series pastorum
- Laurentius Erici -1648
- Johannes Petri Kumblæus 1649-1669
- Georgius Canuti Moræus 1670
- Olaus Mathiæ Schedenius 1672-88
- Johannes Eschilli Giræus 1689-1711
- Georg Tronelius 1711-1717
- Per Arfslind 1718-1728
- Johan Lundberg 1728-1749
- Andreas Ihrstadius 1750-1760
- Johan Klingberg 1760-1772
- Nils Paqualin 1775-1785
- Erik Todenius 1787-1794
- Widich Baggstedt 1797-1810
- Olof Kihlberg 1811-1828
- Anders Östmark 1831-1853
- Daniel Edvard Boëthius 1855-

## Kyrkobyggnader
- Åls kyrka